# 帽儿山墓地
帽儿山墓地，位于中國吉林省吉林市丰满区。北起龙潭山麓，南抵炮手口子 一带，西自松花江边，东至裕民村，分布面积约8平方千米，是汉代扶余国都城附近的大型墓地，已知墓葬约4000座，推测墓葬总数应数以万计，这些墓葬是从西汉晚期延续到西晋中期，历经了600年左右的时间。墓葬形式以土坑木棺墓和土坑木椁墓最多，随葬品中，玉、石珠饰等装饰品约占半数，还有铁器、金银器和绢、帛一类丝织品。1996年，公布为第四批全国重点文物保护单位。
帽儿山墓地是东北地区迄今发现最大的汉、魏时期墓群，大致分四个墓区，由龙潭山、西山、帽儿山和南山墓区组成。帽儿山古墓群的发现，对于确认吉林市是夫余王国前期都城所在地、对研究当时东北地区少数民族生产生活习俗以及中原文化的交流都具有十分重要的历史价值。